# ديتليكون (فينترتور)
ديتليكون (بالألمانية: Dättlikon) هي إحدى بلديات مقاطعة فينترتور في كانتون زيورخ في سويسرا. تبلغ مساحتها 2.87 كيلومتر مربع، ويقدر عدد سكانها بـ 782 نسمة (حسب تعداد ديسمبر 2017).